# Villoruebo
Villoruebo község Spanyolországban, Burgos tartományban. Villoruebo Palazuelos de la Sierra, Villamiel de la Sierra, Tinieblas de la Sierra, Villaespasa, Campolara, Jurisdicción de Lara, Torrelara és Revilla del Campo községekkel határos. Lakosainak száma 63 fő (2024).

## Népesség
A település népessége az utóbbi években az alábbiak szerint változott:
| Lakosok száma | 54   | 64   | 60   | 59   | 99   | 59   | 81   | 72   | 68   | 63   |
|               | 2001 | 2004 | 2006 | 2009 | 2011 | 2014 | 2016 | 2019 | 2021 | 2024 |